# Chloroclystis inops
Chloroclystis inops är en fjärilsart som beskrevs av W. Warren 1898. Chloroclystis inops ingår i släktet Chloroclystis och familjen mätare. Inga underarter finns listade i Catalogue of Life.